# Cormot-Vauchignon
Cormot-Vauchignon ist eine französische Gemeinde mit 210 Einwohnern (Stand: 1. Januar 2022) im Département Côte-d’Or in der Region Bourgogne-Franche-Comté. Sie gehört zum Arrondissement Beaune und zum Kanton Arnay-le-Duc.
Sie entstand mit Wirkung vom 1. Januar 2017 als Commune nouvelle durch die Zusammenlegung der bisherigen Gemeinden Vauchignon und Cormot-le-Grand. Der Verwaltungssitz befindet sich im Ort Cormot-le-Grand. Den ehemaligen Gemeinden wurde der Status einer Commune déléguée nicht zuerkannt.

## Gemeindegliederung
| Ortsteil                            | ehemaliger INSEE-Code | Höhenlage (m) | Fläche (km²) | Einwohnerzahl (2014) |
| ----------------------------------- | --------------------- | ------------- | ------------ | -------------------- |
| Cormot-le-Grand (Verwaltungssitz)00 | 21195                 | 337–545       | 5,88         | 152                  |
| Vauchignon                          | 21658                 | 367–567       | 4,24         | 044                  |

## Lage
Nachbargemeinden sind Santosse im Norden, Baubigny im Nordosten, La Rochepot und Nolay im Süden und Aubigny-la-Ronce im Westen.

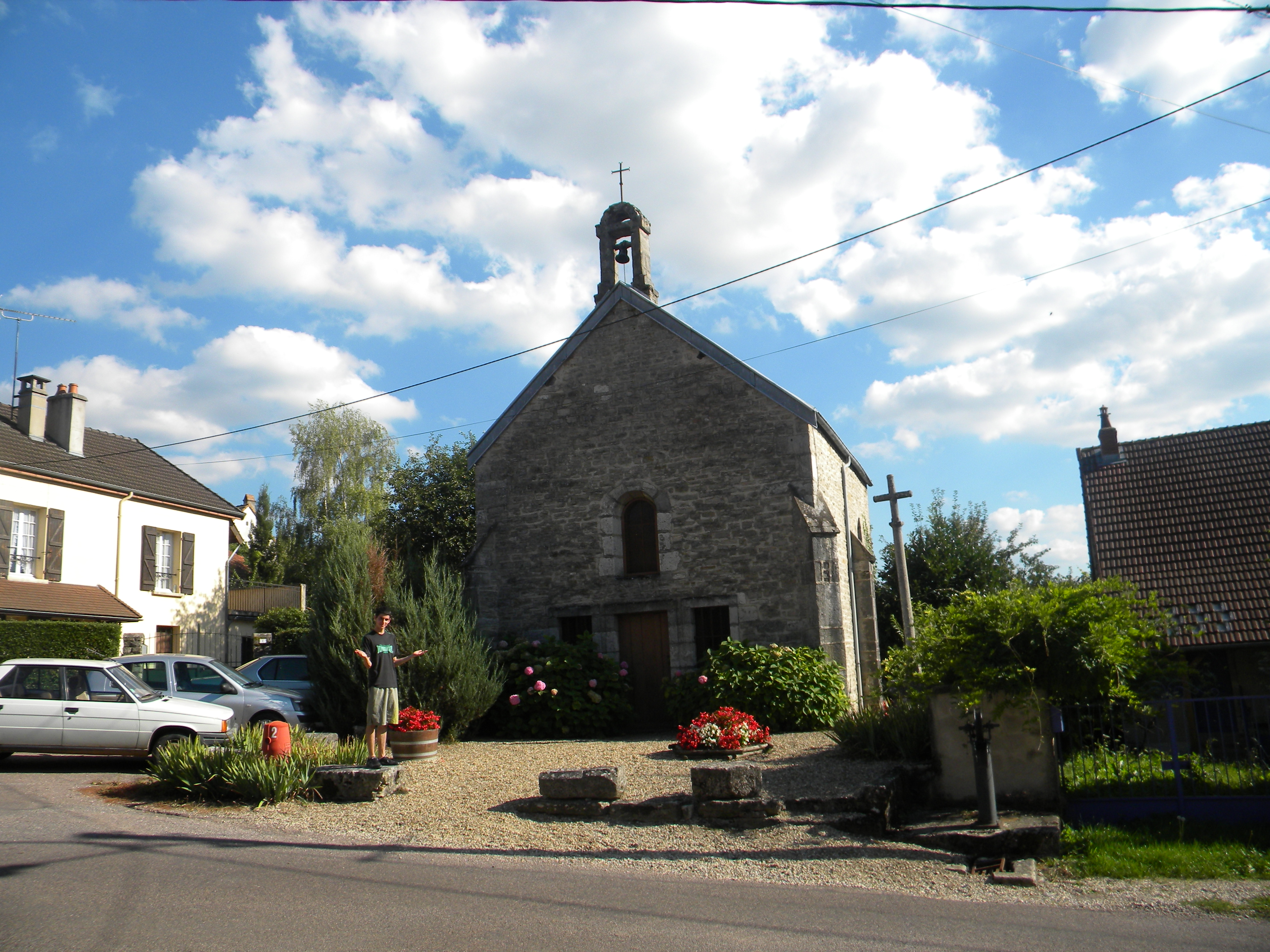
Kirche Saint-Antoine im Ortsteil Cormot-le-Grand

## Bevölkerungsentwicklung
| Gemeinde                   | Einwohnerzahlen (Census) |      |      |      |      |      |      |      |      |      |      |
| Gemeinde                   | 1962                     | 1968 | 1975 | 1982 | 1990 | 1999 | 2006 | 2008 | 2011 | 2013 | 2014 |
| -------------------------- | ------------------------ | ---- | ---- | ---- | ---- | ---- | ---- | ---- | ---- | ---- | ---- |
| Cormot-le-Grand            | 155                      | 132  | 142  | 129  | 149  | 146  | 142  | 143  | 148  | 149  | 152  |
| Vauchignon                 | 49                       | 35   | 29   | 42   | 45   | 50   | 38   | 39   | 39   | 42   | 44   |
| Cormot-Vauchignon00        | 204                      | 167  | 171  | 171  | 194  | 196  | 180  | 182  | 187  | 191  | 196  |
| Quellen: Cassini und INSEE |                          |      |      |      |      |      |      |      |      |      |      |

Die (Gesamt-)Einwohnerzahlen der Gemeinde Cormot-Vauchignon  wurden durch Addition der bis Ende 2016 selbständigen Gemeinden ermittelt.